# Perscheln (Kreis Heiligenbeil)
Perscheln ist eine Wüstung im Kreis Heiligenbeil in Ostpreußen. Die frühere Ortsstelle befindet sich heute im Stadtkreis Mamonowo (Heiligenbeil) der russischen Oblast Kaliningrad (Gebiet Königsberg (Preußen)).

## Geographische Lage
Die Ortsstelle Perschelns liegt im südlichen Westen der Oblast Kaliningrad, sechs Kilometer nordöstlich der früheren Kreisstadt und heutigen Rajonshauptstadt Heiligenbeil (russisch Mamonowo).

## Geschichte
Als ein kleiner Hof wurde das damalige Perselen im Jahre 1387, dann auch im Jahre 1392, erstmals urkundlich erwähnt. Vor 1600 hieß der kleine Ort Perschellen, nach 1620 Perschelln, nach 1692 Perschleln und um 1785 dann Perscheln.
Im Jahre 1874 wurde Perscheln als Landgemeinde genannt, die in den neu errichteten Amtsbezirk Keimkallen (russisch Krasnodonskoje) im Kreis Heiligenbeil innerhalb des Regierungsbezirks Königsberg der preußischen Provinz Ostpreußen eingegliedert wurde. Die Landgemeinde Perscheln zählte acht Einwohner im Jahre 1910.
Am 24. Februar 1915 erfolgte die Auflösung der Landgemeinde Perscheln, und am 9. April jenes Jahres wurden ein Teil Perschelns in den Gutsbezirk Bregden (russisch Wawilowo), und der Rest des Ortes in den Gutsbezirk Gabditten eingemeindet.
Mit der Abtretung des nördlichen Ostpreußen 1945 kam die Ortsstelle Perschelns zur damaligen Sowjetunion. Heute liegt sie im Gebiet des Stadtkreises Mamonowo in der Oblast Kaliningrad der Russischen Föderation.

## Religion
Bis zur Auflösung im Jahre 1915 gehörte Perscheln zur evangelischen Kirche Heiligenbeil in der Kirchenprovinz Ostpreußen der Kirche der Altpreußischen Union. Auch römisch-katholischerseits war Perscheln in die Stadt, damals noch im Bistum Ermland gelegen, eingepfarrt.

## Verkehr
Die wohl kaum noch erkennbare Ortsstelle Perschelns befindet sich an einer Nebenstraße, die von Gabditten an der Regionalstraße 27A-020 (frühere russische Fernstraße A 194 und Europastraße 28, einstige deutsche Reichsstraße 1) nach Wawilowo (Bregden) führt.
Für Perscheln war die nächste Bahnstation die Stadt Heiligenbeil an der Bahnstrecke Berlin–Königsberg, die heute auf russischem Gebiet nur noch als Bahnstrecke Kaliningrad–Mamonowo mit dem – der Ortsstelle näher gelegenen – Haltepunkt O.p. 1333 befahren wird.